# Corps de classes de Hilbert
Ne doit pas être confondu avec Corps de Hilbert au sens des corps pythagoriciens.
En théorie algébrique des nombres, le corps de Hilbert H(K) d'un corps de nombres algébriques K est l'extension abélienne non ramifiée maximale de ce corps de nombres. Cet objet doit son nom au mathématicien allemand David Hilbert. Son étude est à la fois une étape importante, et un archétype, pour la théorie des corps de classes : via l'isomorphisme de réciprocité (symbole d'Artin) de la correspondance du corps de classes, le groupe de Galois Gal(H(K)/K) est isomorphe au groupe des classes du corps K. Le corps de Hilbert H(K) est en particulier une extension finie de K.
La ramification des places à l'infini peut être admise : on parlera alors de « corps de Hilbert au sens restreint ». Pour chaque nombre premier p, on peut aussi considérer la sous-p-extension maximale de H(K), qu'on appellera p-corps de Hilbert, noté Hp(K), dont le groupe de Galois sera isomorphe au p-sous-groupe de Sylow du groupe des classes.
Une propriété importante de l'extension H(K)/K est que tout idéal premier du corps K devient principal en tant qu'idéal du corps H(K). On parle de capitulation.
La possibilité ainsi offerte de réaliser le groupe des classes d'un corps comme groupe de Galois d'une extension dont les propriétés arithmétiques sont fonctoriellement stables a d'importantes conséquences pour l'étude de ces groupes de classes. La théorie d'Iwasawa, qui donne des formules asymptotiques pour le cardinal du p-sous-groupe de Sylow du groupe des classes est un exemple spectaculaire.
Une question classique concernant le p-corps de Hilbert est le problème des tours de Hilbert. Considérant successivement les extensions Hi+1p(K)=Hp(Hip(K)), obtient-on toujours à la limite une extension finie ? Le mathématicien russe Igor Chafarevitch et son étudiant Evgeny Golod, répondirent par la négative à cette question en 1964, grâce au théorème de théorie des groupes maintenant appelé théorème de Golod-Chafarevitch.